# Rue Hénon
La rue Hénon est une artère importante du quartier de La Croix-Rousse dans le 4e arrondissement de Lyon.

## Description
D'axe est-ouest, la rue Hénon part de la grande rue de la Croix-Rousse à l'est, où elle prolonge la rue Pailleron, et aboutit à la rue Chazière à l'ouest (où elle est prolongée par la rue Niépce). Son point culminant (qui est aussi celui de toute La Croix-Rousse) se situe à l'intersection avec la rue Henri-Gorjus, à hauteur du no 68.
Cette rue est principalement résidentielle et administrative, et de bâti récent (mis à part les immeubles autour de l'église Saint-Denis, datant du XVIIIe siècle). La rue Hénon comporte de nombreux établissements scolaires ou périscolaires, avec la crèche Hénon, l'école maternelle et primaire Charles Démia, la maternelle et le collège Saint-Denis, la cité scolaire Saint-Exupéry (collège et lycée) et le Cned ; l'école Flammarion est également située à l'angle avec la rue Philippe de Lassalle. C'est aussi une rue religieuse avec les églises Sainte-Élisabeth et Saint-Denis (paroisse du quartier) ainsi que l'Association Laïque de la Croix-Rousse (qui siège dans les anciens bâtiments paroissiaux de Saint-Denis). On y trouve aussi la salle de la Ficelle, où se tiennent diverses expositions et événements. Autour de la rue Deleuvre se trouvent deux parcs publics, les jardins Bouvier et Ferrié. Côté est, la rue borde l'hôpital de la Croix-Rousse, et à son croisement avec le Boulevard des Canuts on peut voir le mur des Canuts.
Au 51, un petit passage conduit à un jardin bordant le Boulodrome des Canuts (haut lieu de la boule lyonnaise), et débouche sur l'impasse Gord.
La rue Hénon est le seul grand axe est-ouest de La Croix-Rousse avec le boulevard de la Croix-Rousse, et est donc très fréquentée. Elle constitue aussi comme ce dernier une sorte de frontière naturelle du quartier, séparant le bâti dense du centre de La Croix-Rousse (au sud) des zones plus basses et plus vertes au nord, jusqu'à Caluire-et-Cuire. Elle est étroite sur son tracé historique autour de Saint-Denis, et s'élargit après l'hôpital de la Croix-Rousse.

## Histoire
La partie la plus ancienne de la rue est située à l’extrémité est, autour de l'église Saint-Denis (érigée en 1624 par les Augustins, détruite à la Révolution puis reconstruite au XIXe siècle) ; en conséquence elle s’appelait à l'origine rue Saint-Denis, et était prolongée jusqu'à l'actuelle rue Henri-Gorjus par un chemin nommé « passage de l'enfance ». Les numéros 18 à 24 sont parmi les plus vieux immeubles de la rue, et datent du XVIIIe siècle. Le no 10 abrita une congrégation des Augustins, et fut vendu à la Révolution comme bien national.
La rue prit son tracé actuel en même temps que le nom de Jacques-Louis Hénon (ancien maire de Lyon) en 1895 (délibération municipale du 8 janvier).
À l'origine située dans une zone encore très rurale, la rue Hénon a connu une urbanisation importante ces 50 dernières années.

## Lieux notables
- Église Saint-Denis
- Église Sainte-Élisabeth
- Communauté des Petites sœurs des pauvres
- Cité scolaire Saint-Exupéry
- Hôpital de la Croix-Rousse
- Salle de la Ficelle
- Boulodrome des Canuts
- Mur des Canuts

## Galerie

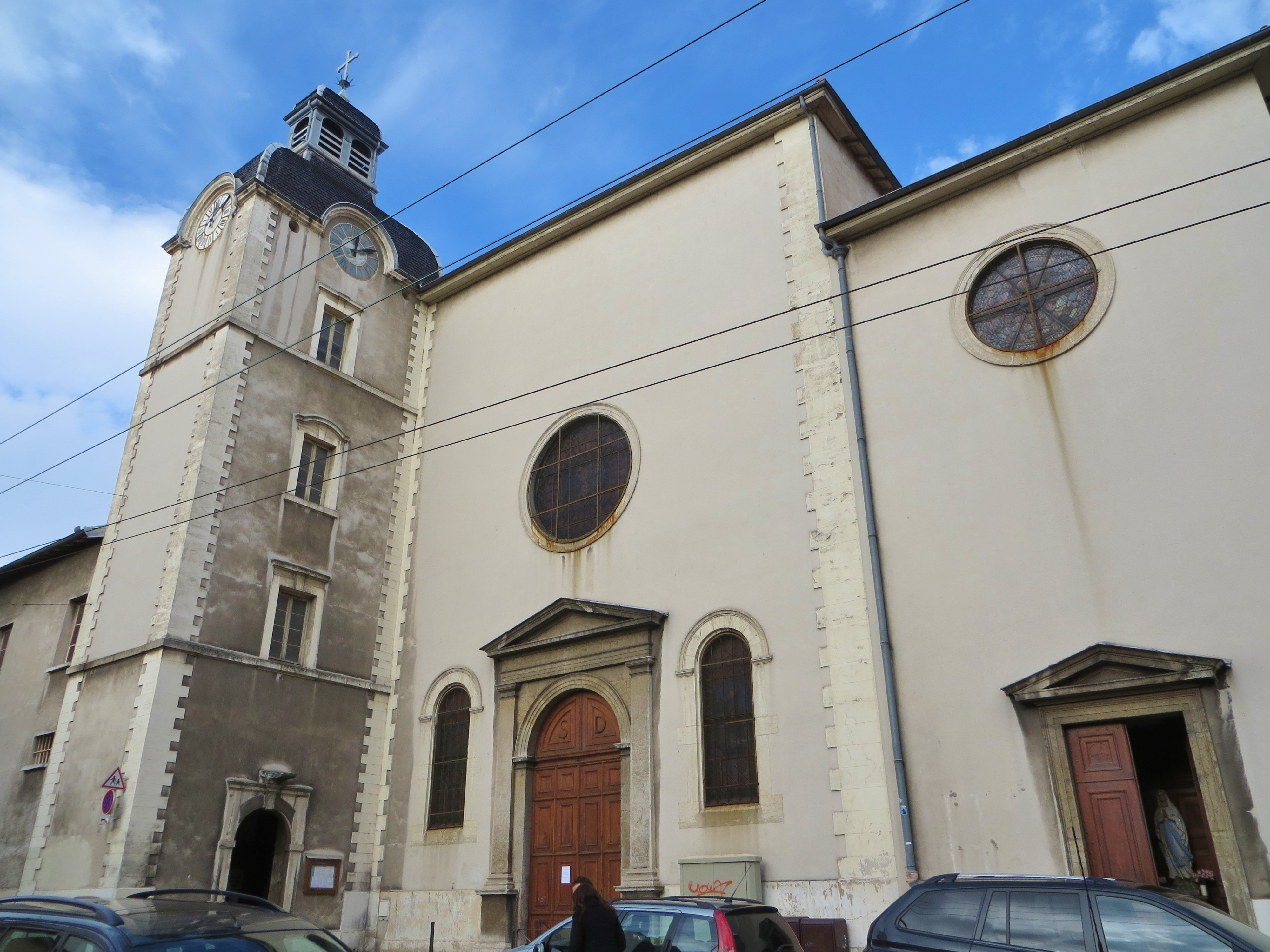
L'église Saint-Denis, au début de la rue.
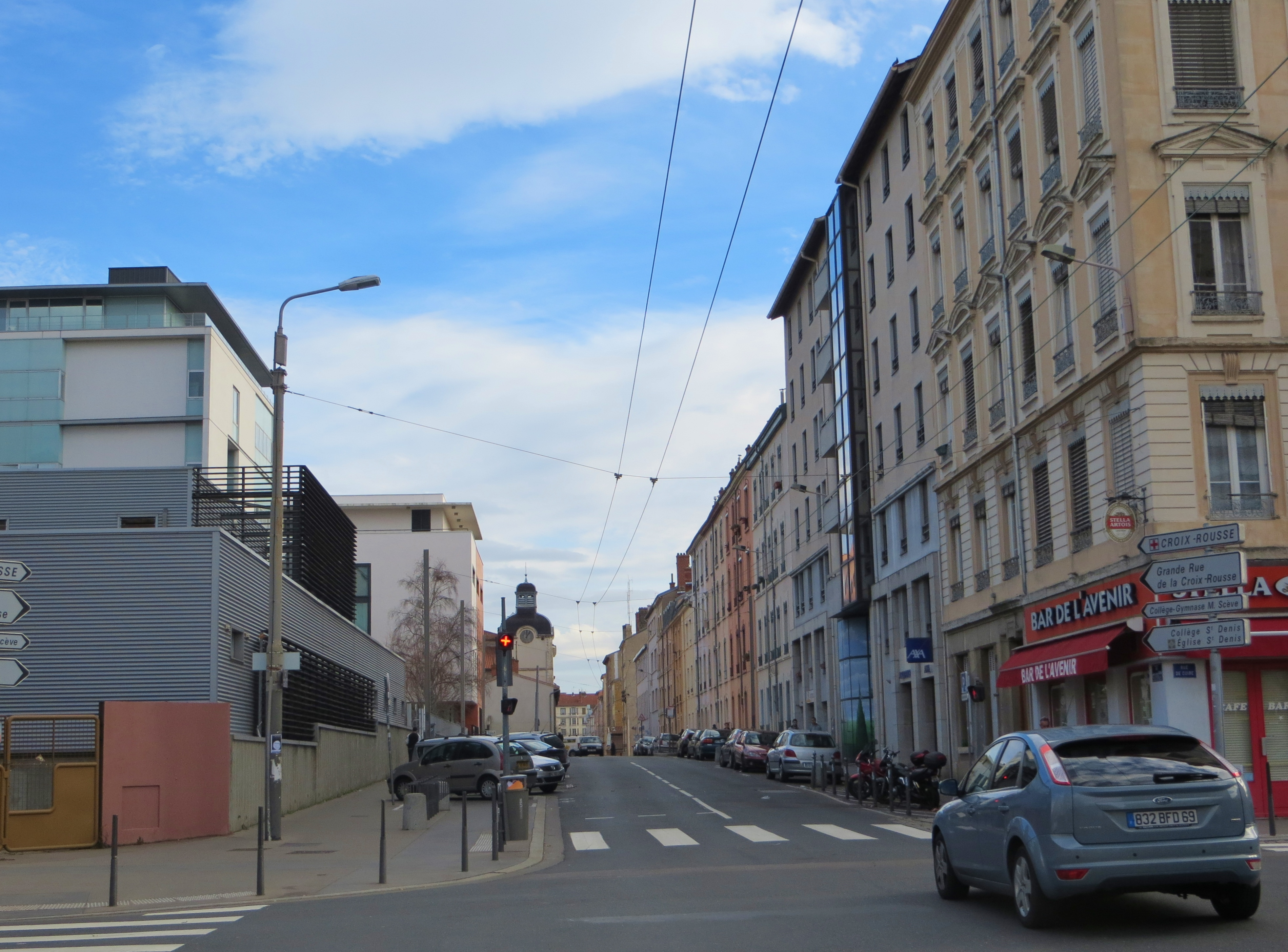
La partie est de la rue Hénon, à hauteur de l'Hôpital de la Croix-Rousse.
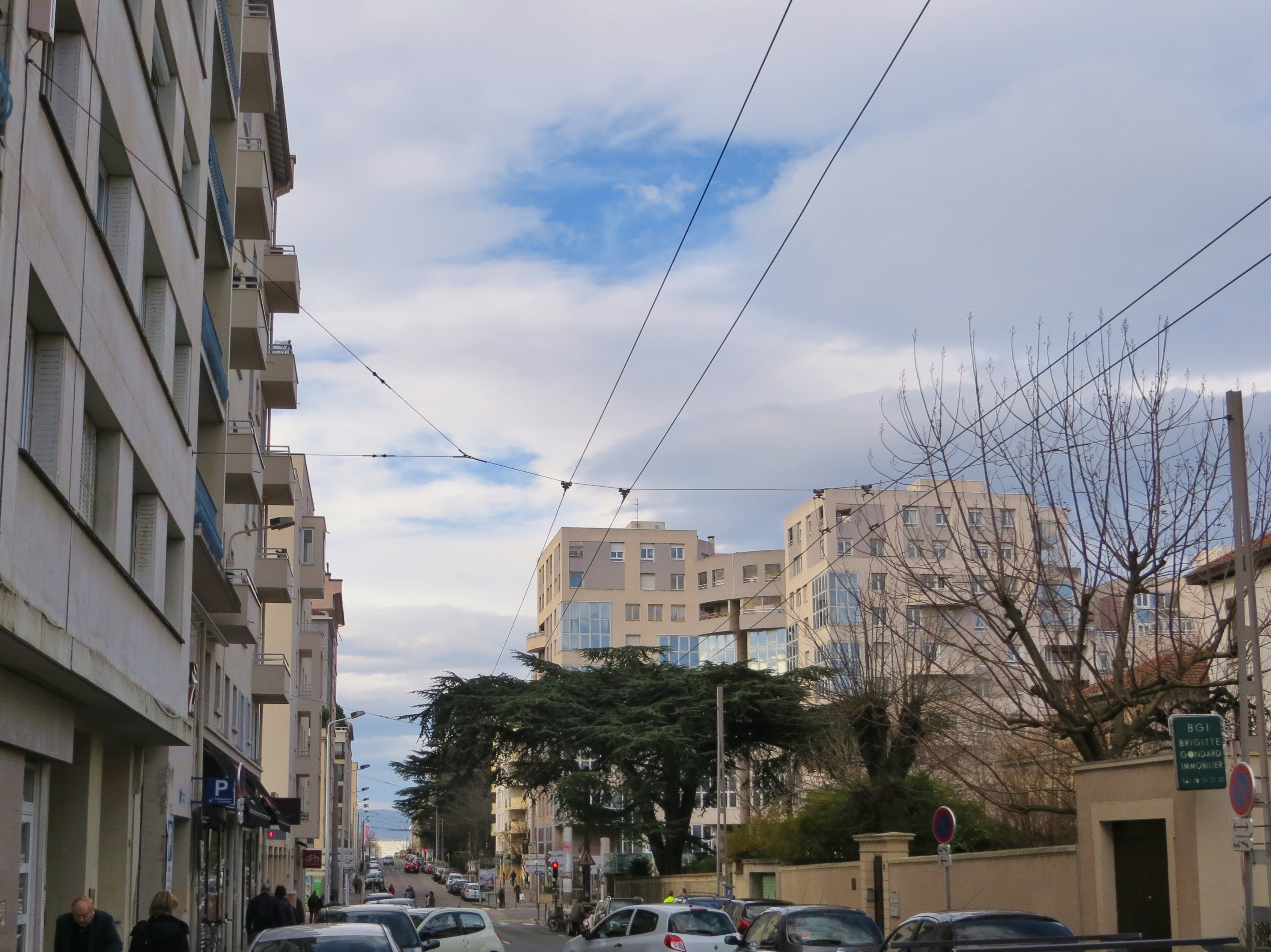
La partie ouest de la rue Hénon, du même endroit. Le métro Hénon est situé sous le cèdre au second plan.
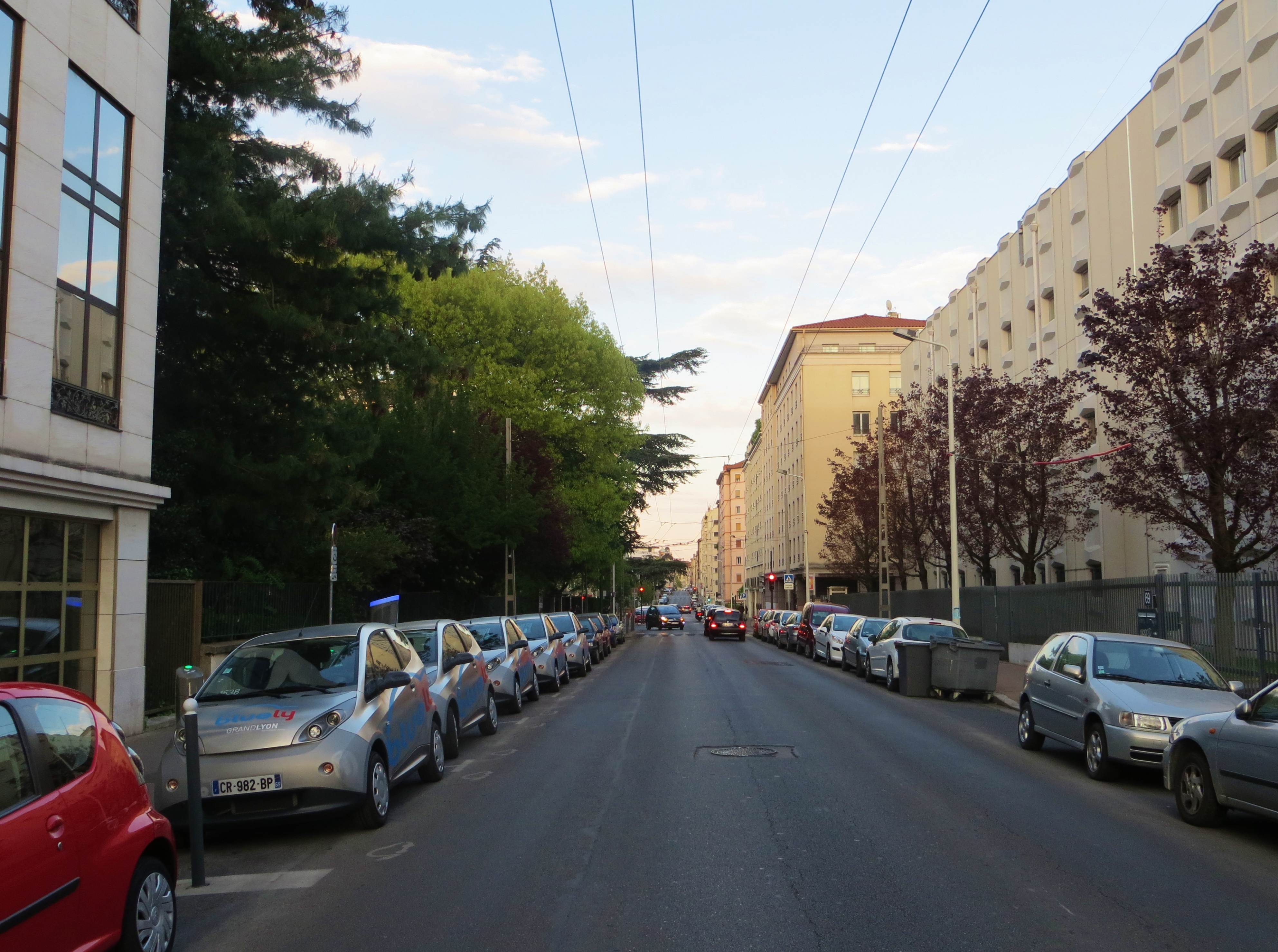
Le segment central (et point le plus élevé) de la rue depuis le n°68, en regardant vers l'est.
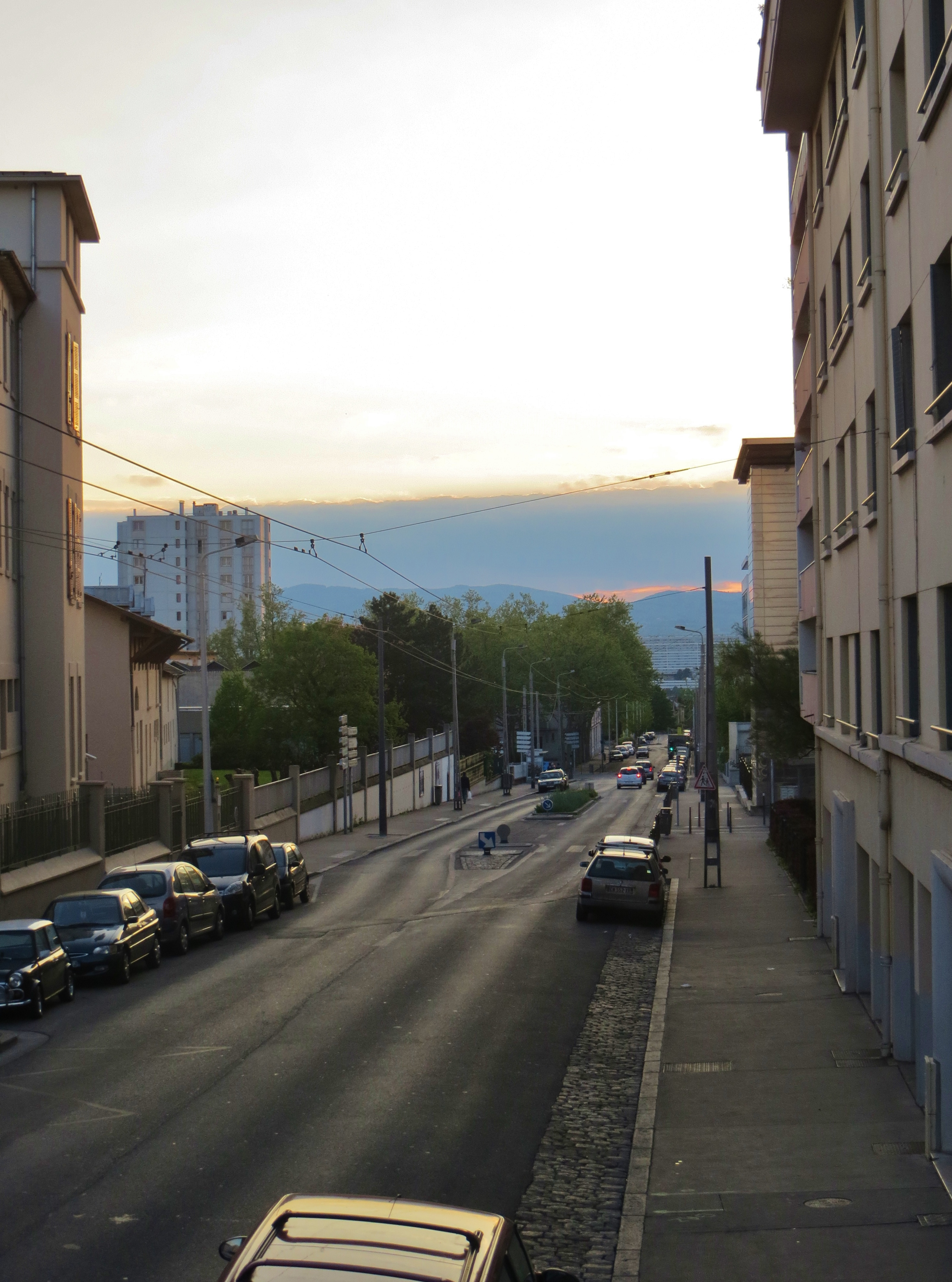
L'extrémité ouest de la rue, du même endroit. Au loin, on voit les monts du Lyonnais et Yzeron.

## Accessibilité
- Ce site est desservi par la station de métro Hénon.
- Il est également desservi par les lignes de bus C13 C18  .
- V  Ce site est desservi par la station Vélo'v de : Hénon

- V  Ce site est desservi par la station Vélo'v de : place Flammarion